# Copa Círculo de la Prensa
Copa Círculo de la Prensa – piłkarski turniej towarzyski rozgrywany pomiędzy 1916 a 1919 w Argentynie i Urugwaju.

## Edycje

### 1916
| Reprezentacja | Pkt | M | W | R | P | G + | G – |
| ------------- | --- | - | - | - | - | --- | --- |
| Argentyna     | 2   | 2 | 1 | 0 | 1 | 8   | 5   |
| Urugwaj       | 2   | 2 | 1 | 0 | 1 | 5   | 8   |

| 1 października 1916 | Argentyna | 7:2raport | Urugwaj | Avellaneda |
|                     |           |           |         |            |

| 29 października 1916 | Urugwaj | 3:1raport | Argentyna | Montevideo |
|                      |         |           |           |            |

### 1919
| Reprezentacja | Pkt | M | W | R | P | G + | G – |
| ------------- | --- | - | - | - | - | --- | --- |
| Urugwaj       | 2   | 1 | 1 | 0 | 0 | 4   | 2   |
| Argentyna     | 0   | 1 | 0 | 0 | 1 | 2   | 4   |

| 7 grudnia 1919 | Urugwaj | 4:2raport | Argentyna | Montevideo |
|                |         |           |           |            |